# 弗里堡 (伊利諾伊州)
弗里堡（英語：Freeburg）是位於美國伊利諾伊州聖克萊爾縣的一個村落。

## 地理
弗里堡的座標為38°25′34″N 89°54′38″W / 38.42611°N 89.91056°W，而該地最高點為海拔高度150米（即492英尺）。

## 人口
根據2010年美國人口普查的數據，弗里堡的面積為18.01平方千米，當中陸地面積為17.37平方千米，而水域面積為0.64平方千米。當地共有人口4354人，而人口密度為每平方千米241人。